# Missionarie eucaristiche francescane
Le Missionarie Eucaristiche Francescane (in spagnolo Misioneras Eucarísticas Franciscanas; sigla M.E.F.) sono un istituto religioso femminile di diritto pontificio.

## Storia
Le origini dell'istituto risalgono a un monastero di clarisse cappuccine sacramentarie di Città del Messico: María Gemma de Jesús Aranda, eletta badessa nel 1939, propose di trasformare la comunità monastica in una congregazione di suore dedite all'apostolato attivo e il 17 settembre 1941 le religiose presero il nome di Cappuccine eucaristiche per l'adorazione perpetua (l'istituto assunse la denominazione di "Missionarie eucaristiche francescane" nel 1962).
L'istituto ricevette il pontificio decreto di lode il 4 giugno 1948 e le sue costituzioni furono approvate definitivamente il 12 gennaio 1962.

## Attività e diffusione
Le suore si dedicano all'apostolato missionario tramite l'educazione della gioventù, le opere sociali e gli esercizi spirituali; la loro spiritualità è incentrata sul culto eucaristico.
Oltre che in Messico, sono presenti negli Stati Uniti d'America; la sede generalizia è a Coyoacán.
Alla fine del 2015 l'istituto contava 76 religiose in 14 case.